# Nico Zavelberg
Nico Zavelberg (* 17. August 1979 in Köln) ist ein deutscher Film- und Fernsehregisseur. 

## Leben und Wirken
Nico Zavelberg wurde in Köln geboren. Seit 2003 ist er als Regisseur tätig und inszeniert seit dieser Zeit diverse Fernsehserien und Filme.

## Filmografie (Auswahl)
- 2003–2006: Freunde – Das Leben beginnt, später Freunde – Das Leben geht weiter (Fernsehserie, Regie bei diversen Folgen)
- 2008–2009: 112 – Sie retten dein Leben (Fernsehserie, Regie bei 32 Folgen)
- 2010–2011: Hand aufs Herz (Fernsehserie, Regie bei diversen Folgen)
- seit 2011: Alarm für Cobra 11 – Die Autobahnpolizei (Fernsehserie, Regie bei 26 Folgen)
- 2012: MEK 8 – Elite Squad (Fernsehserie, Regie bei 11 Folgen)
- 2020: Heldt (Fernsehserie, Regie bei 4 Folgen)
- 2021, 2024: Blutige Anfänger (Fernsehserie, Regie bei 8 Folgen)